# يوسف يكوتيئيلي
يوسف يكوتيئيلي (بالعبرية: יוסף יקותיאלי‏) (12 أبريل – سبتمبر 1982)  هو رياضي إسرائيلي، كان عضوًا بارزًا في منظمة الرياضة اليهودية الدولية اتحاد مكابي العالمي. وهو مؤسس ألعاب مكابيه واتحاد كرة القدم الإسرائيلي واللجنة الأولمبية الإسرائيلية.
حصل على جائزة إسرائيل لعام 1979 لمساهمته الخاصة في المجتمع والدولة في مجال الرياضة. 

## حياته
وُلِد يوسف يكوتيئيلي في بياروزا (في الإمبراطورية الروسية، وتقع حاليا في غرب بيلاروسيا). في عام 1909 هاجر مع عائلته إلى فلسطين العثمانية وهو في الثانية عشرة من عمره.  درس في مدرسة تاشكيموني الدينية في تل أبيب ولاحقًا في كلية ديفيد يلين للتربية في القدس. بعد الانتهاء من دراسته، عاد يكوتيئيلي إلى يافا للعمل في مكتب أرض إسرائيل، ولعب لاحقًا كرة القدم لمكابي تل أبيب حتى اندلاع الحرب العالمية الأولى.
في عام 1914 تم تجنيد يكوتيئيلي في الجيش التركي وعُين مدربًا للتربية البدنية في مقر «المجاهدين» وفي المدرسة العامة في نابلس.  عمل يكوتيئيلي كمترجم تركي ألماني في شركات النقل الألمانية «كي كي 502»، حتى نفي إلى الأناضول في عام 1918، مع جميع أفراد الجيش اليهود الآخرين.
في نهاية الحرب، عاد يكوتيئيلي إلى يافا للعمل في مكتب أرض إسرائيل في اللجنة الصهيونية وشركة تطوير أراضي فلسطين. ولمدة عامين، عمل في شركة الكهرباء الإسرائيلية وحصل على حقوق الأرض لإقامة خطوط الكهرباء ذات الجهد العالي من نهاريم إلى تل أبيب.
وبعد عودته إلى فلسطين في نهاية الحرب، عمل يكوتيئيلي مديرا لـ ألعاب مكابيه حتى وفاته. وكان هو الشخصية الرئيسية وراء تأسيس المؤسسات الرياضية في إسرائيل، ومنها اتحاد كرة القدم في إسرائيل في عام 1928،  واتحاد رياضات الهواة في فلسطين (واسمه حاليا الاتحاد الإسرائيلي لألعاب القوى) في عام 1931 واللجنة الأولمبية لأرض إسرائيل في 1933. 

### مكابيا

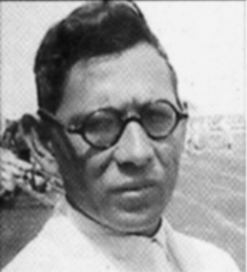
يوسف في ألعاب مكابيه - الدورة الأولى

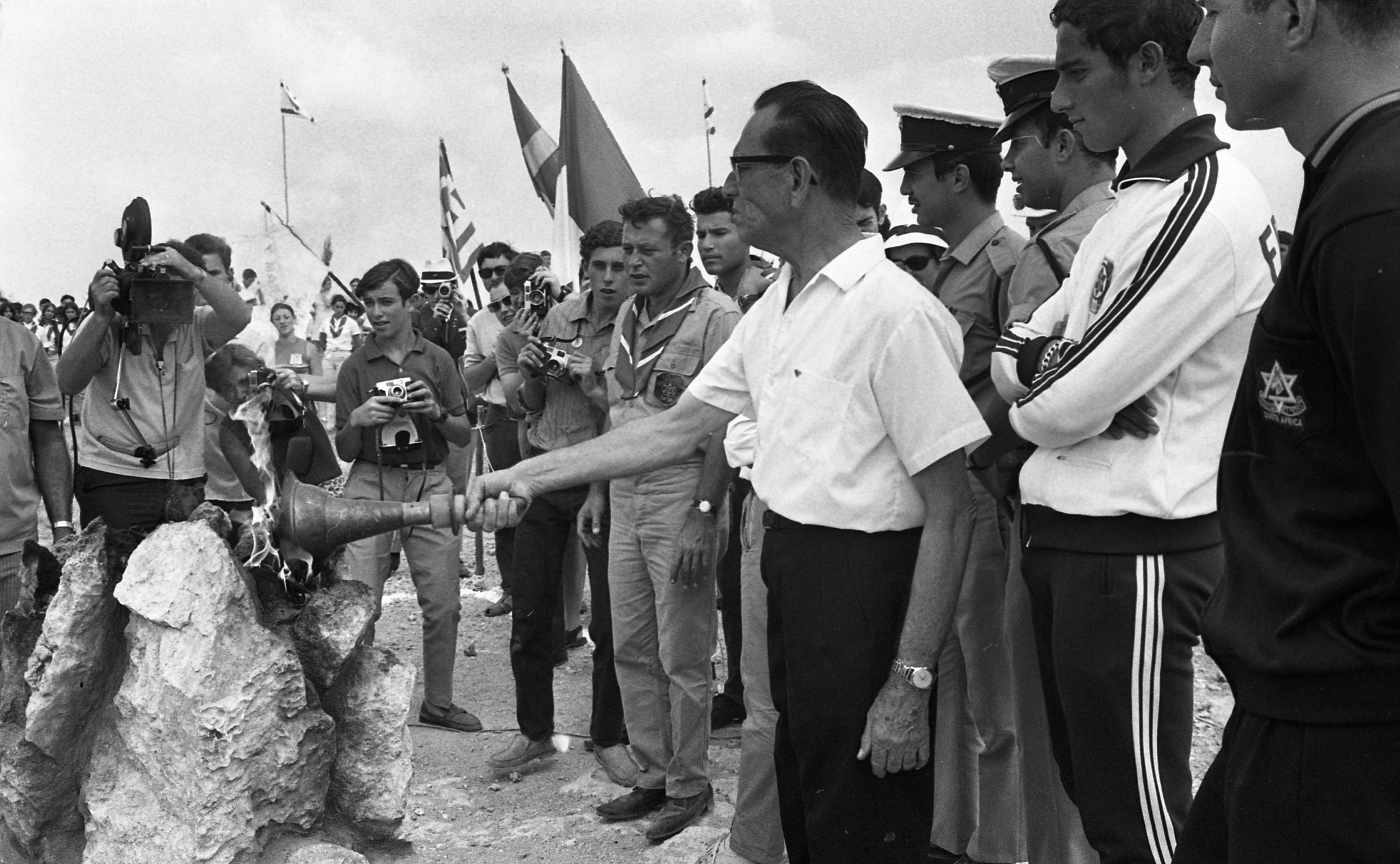
يكوتيئيلي يضيء شعلة الألعاب المكابيه الثامنة، 1969، من مجموعات مكتبة إسرائيل الوطنية.

في يونيو 1929، في المؤتمر العالمي لمكابي في  تشيكوسلوفاكيا، أعلن يكوتئيلي اقتراحه لتنظيم أول دورة لألعاب مكابيه، باسم «ماكبيادة»، في ربيع عام 1932 لتقام في فلسطين تحت الانتداب البريطاني. افتتحت ألعاب المكابيه عام 1932 في 28 مارس 1932 وأقيمت في ملعب مكابيه، الذي تم بناؤه خصيصًا للألعاب، ويقع في الجزء الشمالي من تل أبيب. وقد شارك حوالي 400 رياضي من 22 دولة في الألعاب، والتي أصبحت حدثًا متكررًا كل أربع سنوات، باستثناء فترة الحرب العالمية الثانية والحرب العربية الإسرائيلية عام 1948.
علم الألعاب المكابيه، رُفع لأول مرة خلال ألعاب مكابيه الثالثة في ملعب رمات غان في عام 1950. وكان تبرعا من من يوسف ويهوديت في ذكرى ابنهما أمنون، قائد فرقة في البلماح الذي قُتل خلال حرب عام 1948 عند سفح قلعة النبي يوشا.

### سنواته اللاحقة
وبعد قيام دولة إسرائيل في عام 1948، تم تعيين يكوتيئيلي كمسؤول كبير في لجنة الممتلكات المهجورة التابعة للحكومة. وتقاعد يكوتيئيلي عام 1966. وفي عام 1971 أصدر كتابه الأول وهو سيرته الذاتية.
تزوج يوسف يهوديت، ابنة عكيفا أرييه فايس، من مؤسسي تل أبيب، وأنجبا أربعة أبناء وبنتين. أحدهم هو غيديون يكوتيئيلي، الذي كان أستاذًا للفيزياء في معهد وايزمان للعلوم، وهو أول عالم فيزياء نووية إسرائيلي.

## جوائز وتقديرات
في عام 1954، حصل على جائزة دوف هوز في إسرائيل، وفي عام 1979 حصل على جائزة إسرائيل لإنجازاته مدى الحياة في مجال الرياضة والثقافة البدنية، وتعزيز دولة إسرائيل ووضع الرياضة الإسرائيلية على خريطة الرياضة العالمية. 
وفي عام 1981، حصل على المواطنة الفخرية في مدينة تل أبيب.

## إرثه
في يونيو 2008، في احتفال حضره رئيس بلدية تل أبيب رون حولداي، سمي باسمه شارع يوسف يكوتيئيلي في منطقة الميناء الشمالي بالقرب من ملعب مكابيه، الذي أقيمت فيه ألعاب مكابيه لأول مرة.